# Les Grandes Dalles
Les Grandes Dalles is een gehucht en badplaats in de Franse gemeenten Sassetot-le-Mauconduit en Saint-Pierre-en-Port in het departement Seine-Maritime in Normandië. Het gehucht ligt aan de Kanaalkust in een vallei tussen de kliffen. Les Grandes Dalles ligt op de grens van de twee gemeenten, in het noordwesten van Sassetot-le-Mauconduit, twee kilometer ten noordwesten van het dorpscentrum van Sassetot, en in het noordoosten van Saint-Pierre-en-Port, meer dan anderhalve kilometer ten noordoosten van de dorpskern van Saint-Pierre. 
Een kilometer ten oosten ligt in een volgende vallei Les Petites Dalles.

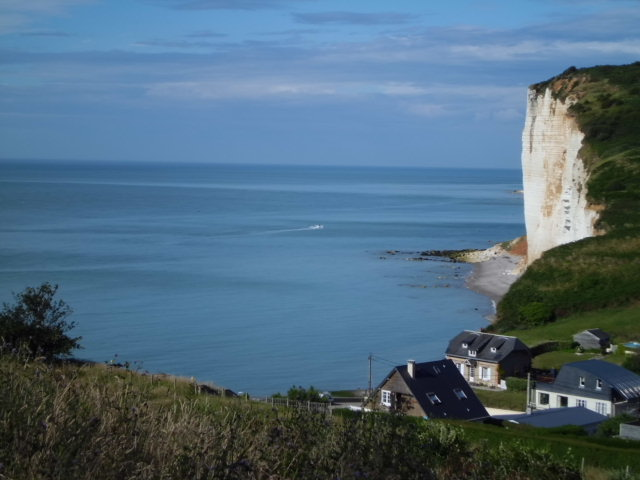
Strand van Les Grandes Dalles

## Geschiedenis

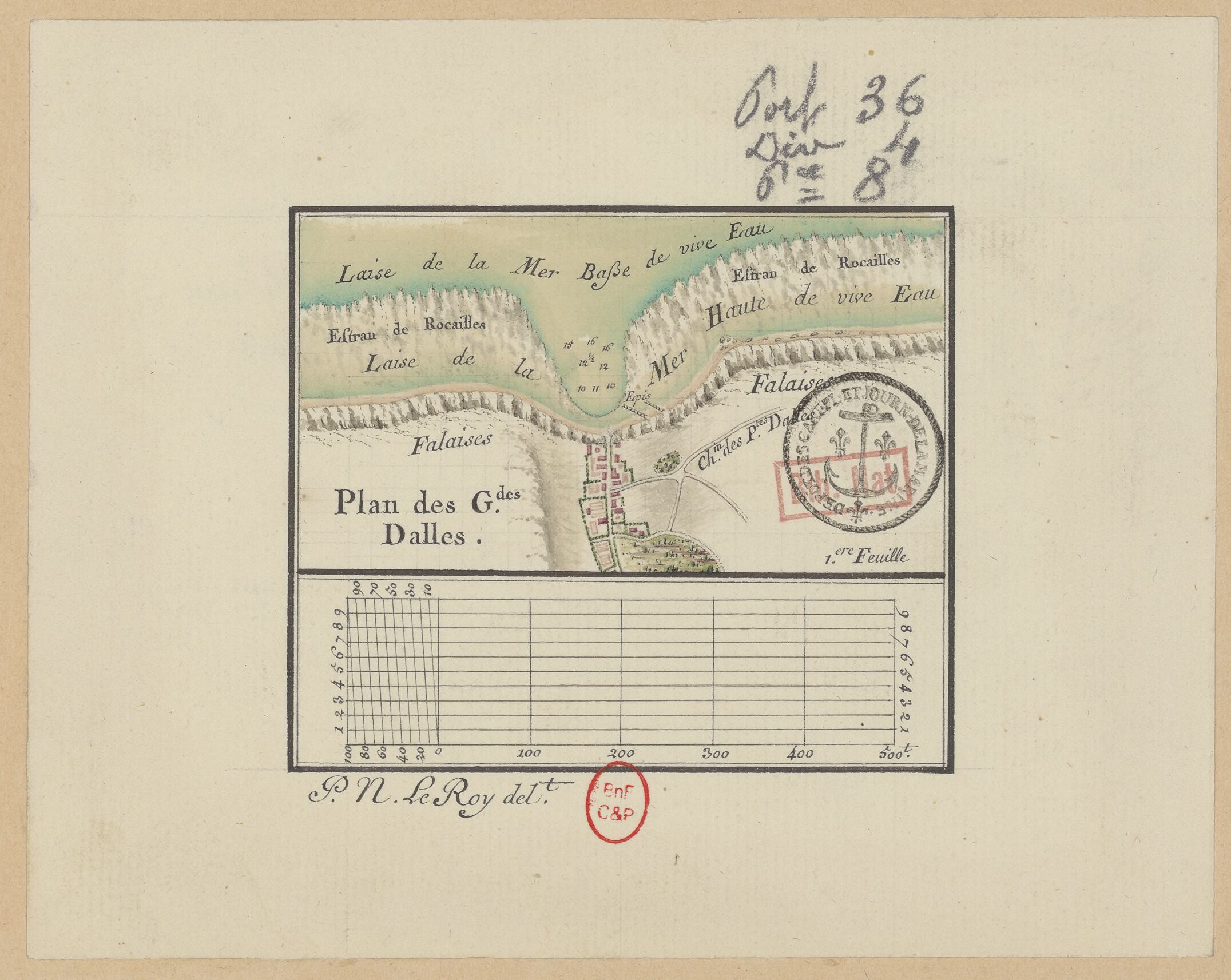
Les Grandes Dalles, 1726

Oude vermeldingen van de plaats gaan terug tot de 13de eeuw als het gelatiniseerde In portubus de Velletis, de Dalis et de Daletis, wat zou verwijzen naar Veulettes-sur-Mer, Les Grandes Dalles en Les Petites Dalles.
Op de 18de-eeuwse Cassinikaart is het plaatsje aangeduid als les Grandes Dalles.
Op het eind van het ancien régime op het eind van de 18de eeuw, toen de gemeenten werden gecreëerd, kwam het gehucht te liggen op de grens van de gemeenten Saint-Pierre-en-Port en Sassetot-le-Mauconduit.
De plaats was aanvankelijk een vissersgehucht, maar ontwikkelde zich in de tweede helft van de 19de eeuw ook als badplaats.